# Chelun
Chelun település Franciaországban, Ille-et-Vilaine megyében. Lakosainak száma 354 fő (2022. január 1.). Chelun Eancé, Forges-la-Forêt, Rannée és La Rouaudière községekkel határos.

## Népesség
A település népességének változása:
| Lakosok száma | 428  | 306  | 270  | 306  | 346  | 348  | 349  | 347  | 346  | 354  |
|               | 1968 | 1982 | 1990 | 2006 | 2013 | 2015 | 2017 | 2019 | 2020 | 2022 |